# Wienerfilharmonikernas nyårskonsert 1964
Wienerfilharmonikernas nyårskonsert 1964 räknas som den 24:e nyårskonserten från Wien och ägde rum den 1 januari 1964 i Wiens Musikverein. Den dirigerades för tionde gången av Willi Boskovsky. Det var den sjätte nyårskonserten vars 2:a del sändes på TV, och senare som en Eurovision-sändning. För första gången innehöll konserten ett verk av den tredje av bröderna Strauss, Eduard.

## Historia
Strikt räknat var det Wienerfilharmonikernas 19:e nyårskonsert, eftersom det inte var förrän 1946 som Josef Krips introducerade denna titel, som behölls 1947 och därefter. Dessutom var det den 25:e Årsskifteskonserten, för vid årsskiftet 1939/40 gavs det en Außerordentliches Konzert (extraordinär konsert) av Wienerfilharmonikerna, som dock ägde rum på nyårsafton 1939. Från 1941 dirigerades den av Clemens Krauss, med undantag för åren 1946 och 1947 då Krauss förbjöds att dirigera på grund av sin närhet till nazistregimen och ersattes av Josef Krips.
Efter Clemens Krauss död 1954 valdes Willi Boskovsky enhälligt av orkestermedlemmarna till positionen som permanent dirigent för nyårskonserten, som han dirigerade för första gången 1955 (och fram till 1979). Willi Boskovsky är ihågkommen för att han dirigerade om inte hela, så åtminstone stora delar av konserten (mestadels valserna), med violinstråken och fiolen vilande på höften och upprepade gånger med sitt fiolspel förmådde orkestern att anamma hans speciella spelstil
förde den till hakan för att överföra sin egen violinrelaterade fart till orkestern. Eftersom det var tionde gången Boskovsky stod på dirigentpulten fick han under konserten en tårta, i vars mitt det var en stor "10".

## Balettinslag
1964 ackompanjerades enskilda musikstycken för fjärde året av balettinspelningar. Medlemmar ur baletten i Volksoper Wien dansade, koreografin gjordes av Dia Luca. Dansen ägde rum live till originalmusiken, som överfördes direkt till rummen i Musikverein, där inspelningarna av baletten ägde rum.

## TV-sändning
För femte året i rad sändes den andra delen av nyårskonserten på TV. Det var ett Eurovision-program gemensamt producerat av österrikiska ORF och schweizisk TV. Förutom i Österrike sändes programmet i Belgien, Västtyskland, Frankrike, Storbritannien, Italien, Nederländerna, Sverige, Schweiz, Finland, Norge, Spanien, Danmark och Jugoslavien. Nytt land var Luxemburg

## Program

### 1:a delen
1. Johann Strauss den yngre: Frühlingsstimmen, Vals, op. 410
2. Josef Strauss: Heiterer Muth, Polka française, op. 281
3. Josef Strauss: Ohne Sorgen, Polka schnell, op. 271
4. Joseph Lanner: Die Schönbrunner, Vals, op. 200*
5. Johann Strauss den yngre: Egyptischer Marsch, op. 335
6. Josef Strauss: Plappermäulchen, Polka schnell, op. 245
7. Johann Strauss den yngre: Geschichten aus dem Wienerwald, Vals, op. 325

### 2:a delen
1. Josef Strauss: Sphärenklänge, Vals, op. 235
2. Johann Straussden yngre: Auf der Jagd, Polka schnell, op. 373
3. Johann Strauss den yngre: Im Krapfenwaldl, Polka française, op. 336
4. Josef Strauss: Eingesendet, Polka schnell, op. 240
5. Johann Strauss den yngre: Liebeslieder, Vals, op. 114
6. Johann Strauss den yngre: Neue Pizzicato-Polka, op. 449
7. Eduard Strauss: Bahn frei, Polka schnell, op.45*
8. Johann Strauss de: Banditen-Galopp, op. 378

### Extranummer
1. Josef Strauss: Auf Ferienreisen, Polka (schnell), op. 133
2. Johann Strauss den yngre: An der schönen blauen Donau, Vals, op. 314
3. Johann Strauss den äldre: Radetzkymarsch, op. 228

Verkförteckningen och verkens ordning finns på Wienerfilharmonikernas webbplats.
De verk markerade med * stod för första gången på programmet till en nyårskonsert.